# Horistomyia victoriae
Horistomyia victoriae är en tvåvingeart som beskrevs av Alexander 1929. Horistomyia victoriae ingår i släktet Horistomyia och familjen småharkrankar. Inga underarter finns listade i Catalogue of Life.